# حوض هشت پایه
حوض هشت پایه، قدیمی‌ترین و بزرگ‌ترین آب‌انبار شهر سبزوار است که در تاریخ ۲۴ خرداد ۱۳۹۰ با شماره ۳۰۲۸۵ در آثار ملی ایران به ثبت رسیده و در ضلع شمال شرقی تقاطع خیابان اسرار جنوبی و خیابان رضوی قرار دارد. این حوض با هندسه مستطیل شکل و طاق‌های چند ترک بر روی ۸ پایهٔ قَطور مربعی شکل به صورت مخزنی احداث شده است.
کاربری بنا تاکنون چندین بار تغییر کرده و سفره‌خانه و ورزشخانه از جمله کاربری‌های سابق آن است.

## نگارخانه

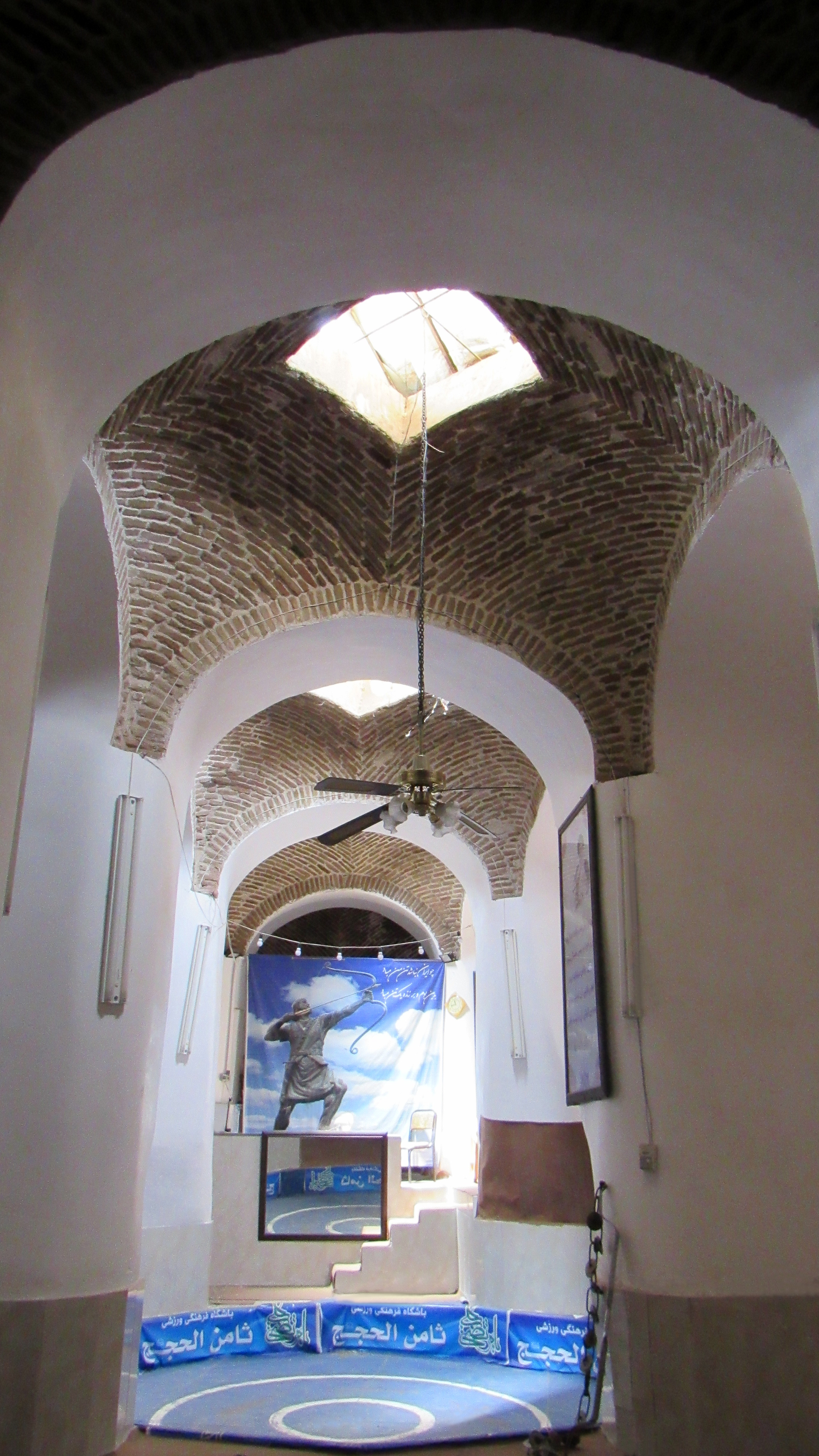
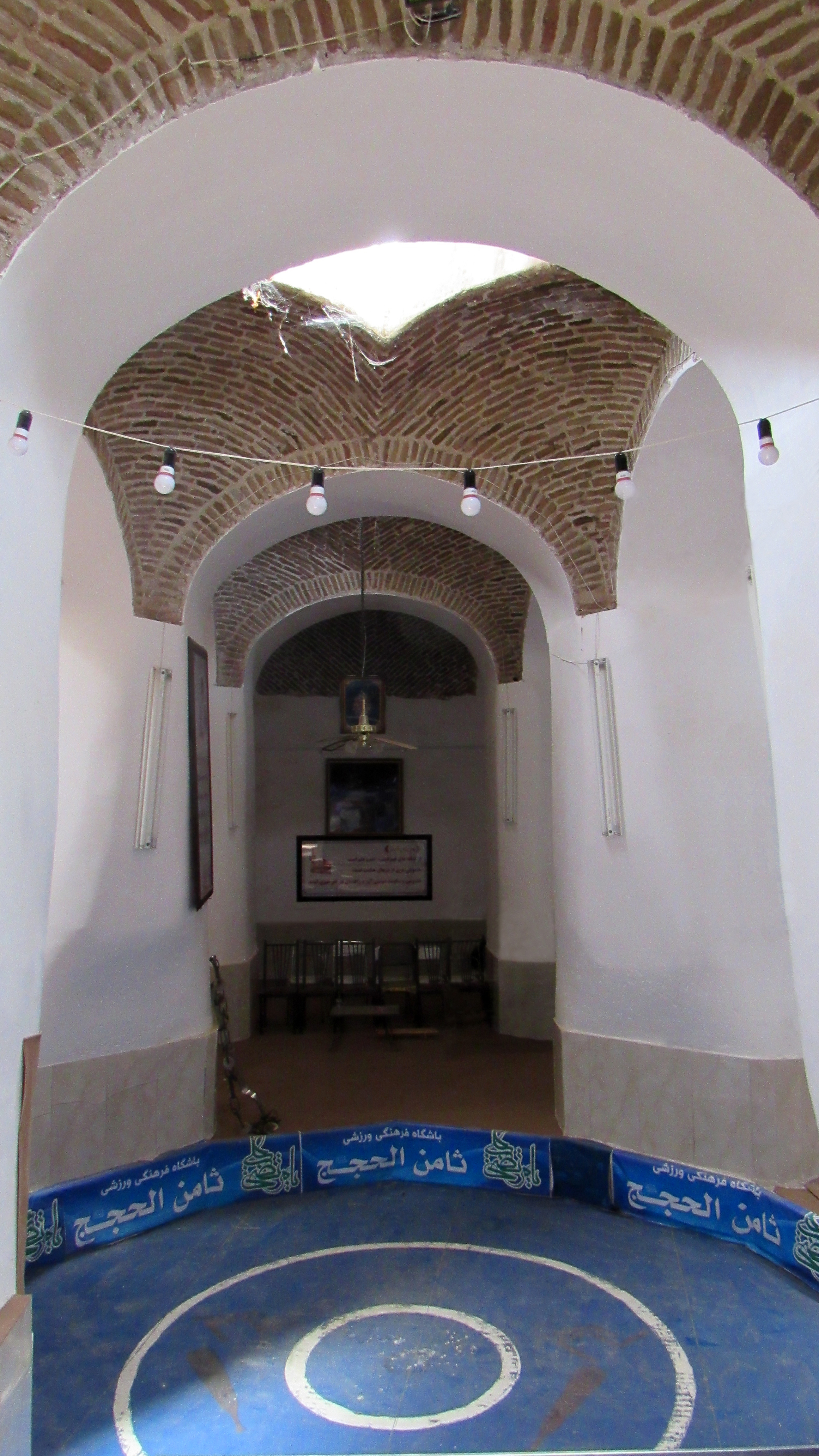
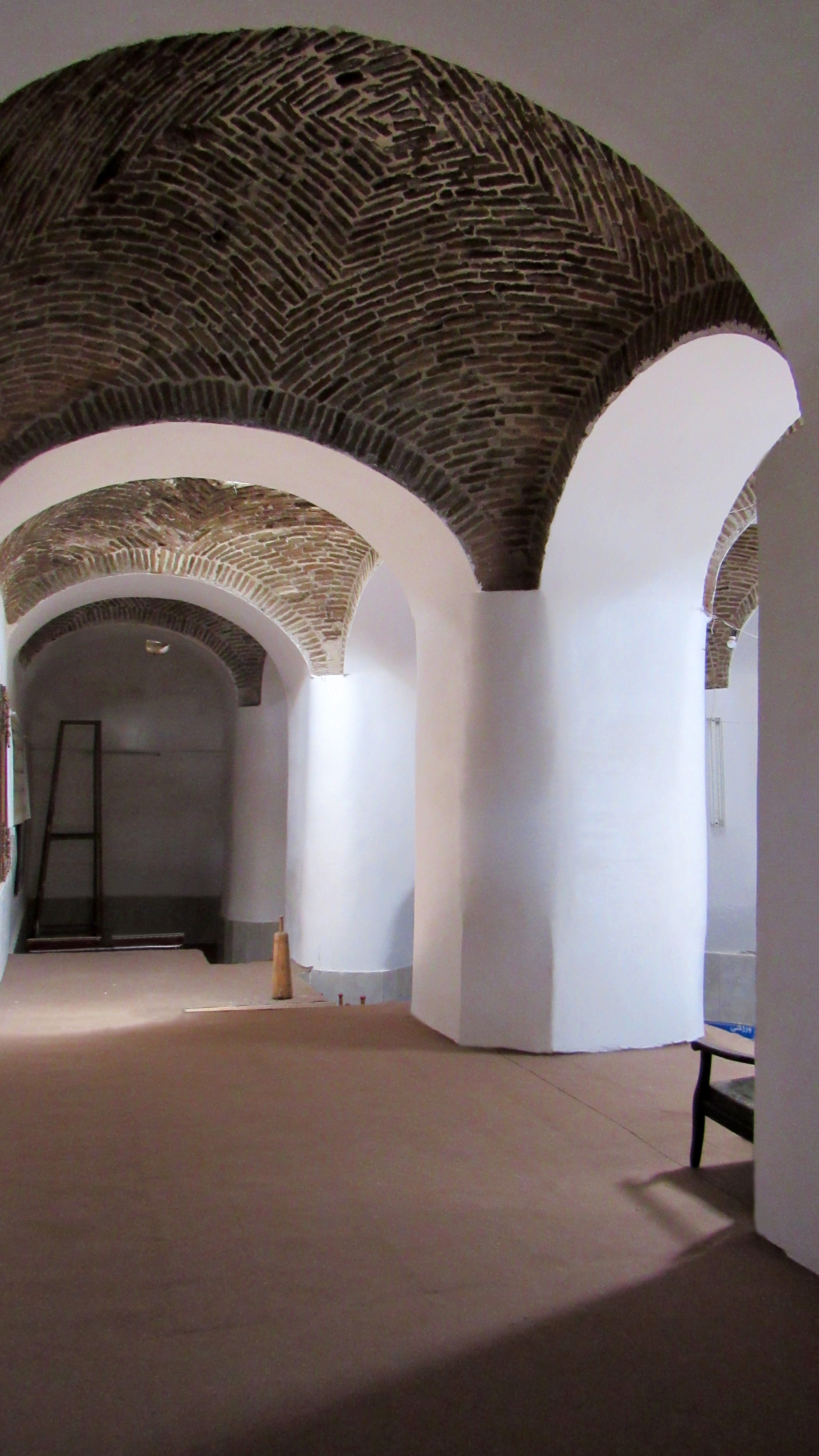